# La Bazouge-de-Chemeré
La Bazouge-de-Chemeré – miejscowość i gmina we Francji, w regionie Kraj Loary, w departamencie Mayenne.
Według danych na rok 1990 gminę zamieszkiwało 521 osób, a gęstość zaludnienia wynosiła 21 osób/km².